# Discocleidion rufescens
Discocleidion rufescens är en törelväxtart som först beskrevs av Adrien René Franchet, och fick sitt nu gällande namn av Ferdinand Albin Pax och Käthe Hoffmann. Discocleidion rufescens ingår i släktet Discocleidion och familjen törelväxter. Inga underarter finns listade i Catalogue of Life.